# Jacqueline Bouvier
Jacqueline "Jackie" Bouvier er en figur i tv-serien The Simpsons, hvor hun er moder til seriens kvindelige hovedrolle Marge Simpson, samt hendes to søstre Patty og Selma Bouvier.
Moderen er kendetegnende ved at være fåmælt som følge af strube/halskatar, samt en frisure på højde med Marges.
I flere afsnit har hun været tæt på ægteskab med både Abe Simpson og Mr. Burns.
Seriens skaber Matt Groening navngav hende efter Jacqueline Kennedy Onassis, hvis pigenavn netop var Bouvier.